# James Tennant Molteno
Sir James Molteno (5 de janeiro de 1865 - 16 de setembro de 1936) foi um influente advogado e parlamentar da África do Sul.
Destacando-se como um anti-imperialista não convencional, ele foi brevemente líder da oposição, antes de se tornar presidente do parlamento.
Ele foi o último Presidente do Parlamento da Colônia do Cabo e o primeiro Presidente do Parlamento da África do Sul.
Filho do primeiro-ministro Sir John Molteno, James nasceu em 5 de janeiro de 1865 na propriedade de Claremont, de sua família. Ele se matriculou no Diocesan College e estudou direito no Trinity College, Cambridge, onde se destacou não apenas por sua diligência acadêmica, mas por sua força e aptidão física (um homem extremamente atlético, ele se destacou nos esportes de corridas de cavalos e boxe, natação e tiro). Ele foi eleito primeiro presidente da Sociedade de Debate do Trinity College e atuou no comitê da União.

## Carreira política

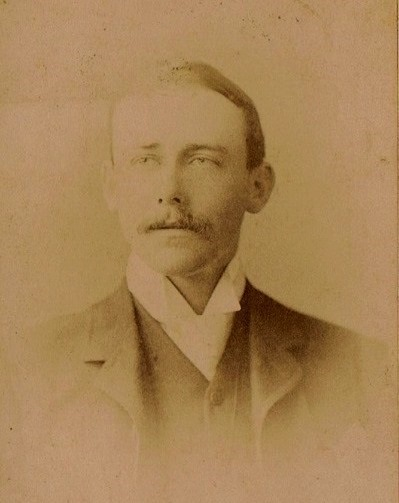
James Molteno como um jovem deputado na década de 1890.

Molteno entrou no Parlamento do Cabo em 1890, com 25 anos de idade, e tornou-se Presidente do Parlamento em 1908. Ele era, de fato, o último orador antes que o Parlamento do Cabo se dissolvesse no ato da União.

### Início da carreira parlamentar (1890-1899)
Ele era inicialmente um defensor do primeiro-ministro Cecil John Rhodes, mas depois que o "Escândalo de Logan" em 1893 revelou o grau de corrupção nos negócios de Rhodes, Molteno deixou seu governo e imediatamente se juntou à oposição. A partir de então, tornou-se cada vez mais desconfiado de Rhodes pelo que considerava seu desejo inescrupuloso por poder.
Quando ocorreu o Ataque de Jameson, Molteno imediatamente acusou Rhodes de projetá-lo, chamando Leander Starr Jameson de "tolo". Ele escreveu que o ataque foi o começo da divisão entre Boer e britânicos que culminaria na Guerra dos Bôeres.
Em 1899, ele organizou e presidiu uma comissão para elaborar uma petição à rainha Victoria, de políticos anti-guerra na África Austral, enfatizando a seriedade do conflito iminente. Ele incluía informações importantes que não foram divulgadas a Londres pelo alto comissário britânico na África do Sul, Sir Alfred Milner, que pretendia levar o Cabo à guerra. Consequentemente, Milner evitou entregá-lo. Molteno então usou as conexões de sua família para levar a petição - assim como as declarações particulares de Milner sobre suas intenções bélicas - à imprensa e ao parlamento britânico, causando grande constrangimento a Milner e ao establishment colonial na África do Sul.
Molteno era um debatedor excepcionalmente qualificado e orador público. No parlamento, no entanto, ele rapidamente ganhou uma reputação de provocação, com uma capacidade extraordinária de fomentar e acalmar desacordos na casa - enquanto ficava o tempo todo se divertindo. Seus amigos e colegas no parlamento deram a ele o apelido de "Baby Molteno", pois ele era o caçula de sua família extensa e politicamente ativo na época.

### A Guerra dos Bôeres e suas consequências (1899–1908)
Quando a guerra eclodiu, Molteno presidiu o Comitê de Conciliação da África do Sul contra a guerra na Cidade do Cabo. Como seu irmão (e colega parlamento) John Molteno Jr., ele era um crítico feroz das práticas ilícitas ocorridas no Cabo sob a lei marcial britânica, e contrabandeava regularmente evidências deles para fora do país por meio de conexões familiares, para parlamentares simpáticos na Câmara dos Comuns britânica. De fato, em muitas ocasiões ele desrespeitou a lei marcial, aparentemente sem medo de repercussões, possivelmente por causa da influência dessas mesmas conexões.
Ele chegou ao ponto de atuar como consultor jurídico dos chamados "rebeldes do Cabo", defendendo-os com sucesso da acusação de alta traição em uma série de tribunais militares de alto perfil estabelecidos em todo o país, durante um período de 2 anos. Ele então se juntou a vários outros políticos poderosos na luta com sucesso contra a tentativa de suspender a constituição do Cabo, conseguindo mais uma vez contornar a lei marcial e viajar para a Conferência Imperial em Londres.
Quando o governo democrático finalmente recomeçou em 1902 e Molteno voltou ao parlamento, sua chegada provocou uma tempestade de controvérsias. Alguns parlamentares o saudaram como um herói; outros o viam como um tipo de terrorista. Após seu primeiro movimento de apoio a uma investigação sobre os excessos do regime militar, ele passou a presidir uma série de comitês e estava no centro do trabalho para restabelecer a governança parlamentar.
Como líder da oposição, suas críticas francas e severas foram um constante espinho no lado do governo Jameson. Nesse momento, quando as próximas eleições (1907/8) estavam se aproximando, Molteno estava excepcionalmente ativo e liderou campanhas nacionais para a eleição de seu velho amigo e aliado liberal John X. Merriman, fazendo centenas de discursos em todo o país. O esforço valeu a pena e a eleição foi uma vitória retumbante para o "Partido Sul-Africano" de Merriman e Molteno.
Molteno foi um forte defensor do sufrágio feminino e, em 4 de julho de 1907, juntamente com os colegas deputados J.W. Sauer e Dra. Antonie Viljoen, fizeram a primeira tentativa parlamentar de dar às mulheres (de todas as raças) o direito de votar, na última sessão antes do novo governo. No longo e amargo debate parlamentar que se seguiu, que Molteno descreveu mais tarde como o mais doloroso de sua carreira, Merriman se juntou à maioria parlamentar na oposição ao sufrágio feminino e a moção acabou sendo derrotada.

### Presidente do Parlamento da Colônia do Cabo (1908–1910)
Após as eleições de 1908, quando o governo Merriman chegou ao poder, Molteno foi a escolha unânime como presidente do parlamento.
Como Presidente do Parlamento, Molteno abandonou seu estilo jovialmente anárquico de política e tornou-se solene e decisivo. Com as tempestades políticas da Guerra dos Bôeres e a futura União, controlar o procedimento parlamentar foi um desafio. A Cape House também mais que dobrou de tamanho desde a sua criação e era consideravelmente mais politicamente diversa. Portanto, era essencial exercer uma autoridade firme e desapegada sobre sessões que costumavam ser muito estridentes.
Em 1909, a pedido do primeiro-ministro, ele ingressou na delegação sul-africana como consultor jurídico e apresentou o projeto de lei da África do Sul na Convenção Nacional de Londres.

### Primeiro Presidente do Parlamento da África do Sul (1910–1915)
No entanto, quando a nova Casa da Assembléia da União foi criada, Molteno, agora representando o círculo eleitoral da cidade de Ceres, foi convidado a retomar seu cargo, depois de derrotar o candidato a Presidente, General C. Beyers. Tornou-se assim o primeiro Presidente do Parlamento da África do Sul. No ano seguinte, ele foi responsável por compilar as regras de procedimento iniciais do Parlamento, bem como a constituição da Associação Parlamentar do Império, da qual ele era presidente.
Em 1911, ele liderou a Delegação Parlamentar da África do Sul em Londres para a coroação do rei George V.

## Alto Comissário da África do Sul
Ele renunciou ao Parlamento em 1915, após 25 anos, e atuou brevemente como Alto Comissário para a União da África do Sul, em Londres. Ele também esteve envolvido no sindicato de grande sucesso que sua família administrava nas exportações agrícolas da África do Sul, dominadas na época por seu irmão mais velho, John.